# Haviland Hollow Brook
Haviland Hollow Brook – rzeka w Stanach Zjednoczonych, w stanach Nowy Jork oraz Connecticut, w hrabstwach, odpowiednio: Putnam oraz Fairfield. Jest dopływem East Branch Croton River. Swój początek bierze w miejscu połączenia się Quaker Brook oraz Gerow Brook. Zarówno długość cieku, jak i powierzchnia zlewni nie zostały oszacowane przez USGS.